# رشيد مجيد سعيد
رشيد مجيد سعيد (1922 - 4 أبريل 1998) شاعر عراقي. ولد في الناصرية. درس حتى المتوسطة. عمل مصوّراً فوتوغرافيًا ثم موظّفًا في الإدارة المحليّة حتى تقاعدة. نشر شعره في الصحف والمجلّات وشارك في الندوات والأمسيات الشعرية. من دواوينه الشعرية بوابة النسيان 1970 ووجه بلا هوية 1973 والليل وأحداق الموتى 1974 وله دواوين مخطوطة.

## سيرته
ولد رشيد بن مجيد بن سعيد بن محمد بن صالح سنة 1922 م/ 1340 هـ في الناصرية. أكمل دراسته الابتدائية 1938 والمتوسطة 1941-42 فيها. مارس التصوير اليدوي، والخط، ثم احترف التصوير الفوتوغرافي وكانت له ستوديو خاصة معروفة في الناصرية ويعرفه العامة باسم رشيد المصور. عين موظفا في الإدارة المحلية لمدة 27 سنة حتى أحيل إلى التقاعد. بدأت علاقة بحزب البعث بعد حركة 8 شباط 1963، واوقفت بعد حركة 18 تشرين الثاني 1963. وتعرض خلال مسيرة حياته إلى الملاحقات، وزج به في المعتقل بالرغم من انه لم يكن يوما حزبيا منتظما، ولكن بوصفه شخصية تقدمية يسارية وكذالك بسبب علاقاته الوثيقه مع اصدقاء اخرين يمتهنون العمل الحزبي المعارض.

توفي في الناصرية في 4 أبريل 1998 / 7 ذو الحجة 1418.

## مهنته الأدبية
بدأ كتابة الشعر في أوائل الأربعينيات ونشرت له أول قصيدة عام 1942 في مجلة الغري النجفية. فقد كانت علاقته وطيدة بالشاعر عبد القادر الناصري وعباس الملا علي وكانوا يجتمون في مقهى صديقهم عزران البدري ولعل هذه المقهى كانت النواة الأولى للحركة الأدبية في هذه المدينة، ففي تلك الفترة كتب أولى قصائده وقد نشرت قصائد كثيرة كانت غالبيتها سياسية، فقد شهدت تلك الفترة حركات وطنية وثورية في العراق تركت بصماتها على نتاج أكثر أدباء. اعتقل مجيد سعيد مرات عديدة لأسباب سياسية أكسبته تجربة جديدة كانت حصيلتها العديد من القصائد السياسية والعاطفية التي كانت تتسم أيضاً بالطابع الثوري لعلاقتها بكل ما في الواقع من سلبيات وطموحات تحول دونها مفاهيم بالية. 

شارك في الندوات والأمسيات الشعرية. وكان عضواً في جمعية الأدباء والكتاب العراقيين. فاز ديوانه (العودة إلى الطين) ضمن احسن عشرة دواوين صدرت في الوطن العربي في مسابقة مجلة آمال الجزائرية عام 1981. حصل على تكريم من رئاسة الجمهورية العراقية ووزارة الثقافة في 28 مايو 1992 الذي اقامه اتحاد ادباء ذي قار، وحصل على درع الابداع عام 1995، وأيضا من قبل الاتحاد العام للأدباء والكتاب في العراق.

## حياته الشخصية
تسرب من التعليم في أيام دراسته المتوسطة. هو خال الشاعر شوقي عبد الأمير. له قصة حب مع امرأة يهودية اسمها ليلى التي هاجرت إلى إسرائيل عام 1948 ولم يعلم بسفرها إلا بعد خروجه من الاعتقال الذي دام أكثر من شهرين.

## مؤلفاته
مطبوعة:
- بوابة النسيان،1970
- وجه بلا هوية، 1973
- الليل وأحداق الموتى، 1974
- العودة إلى الطين، 1979
- لا كما تغرق المدن، 1982
- يحترق النجم ولكن، 1984
- أنت يا سيدتي

مخطوطة:
- الجذور
- ليلى في صحبة الريج
- للحزن مناسك
- للحب خفايا
- من أين جاؤرا؟
- العرافة
- طائر الجنوب
- في الشوك وردة
- قمر خلف زجاج الباب
- كان مجد الكلمة